# 1 вересня
1 вересня — 244-й день року (245-й у високосні роки) в григоріанському календарі. До кінця року залишається 121 день.

## Свята і пам'ятні дні

### Міжнародні
- День знань.
- День пам'яті початку Другої світової війни.

### Національні
- Україна: Весілля Свічки.
- Гондурас: День прапора.
- Лівія: День Революції. (1969)
- Польща: День ветеранів.
- Словаччина: Національне свято Словацької Республіки. День Конституції. (1992)
- Тайвань: День журналіста.
- Узбекистан: День Незалежності.
- Японія: День запобігання стихійним лихам. (防災 の 日)

### Релігійні

#### Західне християнство
- Місяць Семи скорбот Марії;
- Пам'ять блаженної Броніслави Одровонж;
- Пам'ять святих Верени Цурцахської[en], Вібіани[en], Егідія, Ізабель Крістіни[en], Лупа Сенського[en], Констанція Аквінського[en], Ніварда[en], Сікста Реймського[en] та Терентіана[en];
- Пам'ять Девіда Пендлтона Окерхатера[en] (Англіканська церква).

#### Східне християнство[1]
- Початок індикту — церковне новоліття[be];
- Пам'ять преподобного Симеона Стовпника і матері його Марти;
- Собор Вінницьких святих;
- Пам'ять мученика Аїтала;
- Пам'ять мучениць 40 дів, посниць, і мученика Амуна, диякона, вчителя їхнього;
- Пам'ять мучениці Калісти та братів її, мучеників Євода та Єрмогена;
- Пам'ять Праведного Ісуса Навина;
- Собор Пресвятої Богородиці в Міасинській обителі (в пам'ять знайдення Її ікони).

## Іменини
✝  Католицькі: Верена, Вібіана, Егідій, Ізабель, Луп, Констанцій, Нівард, Сікст, Терентіан.
✙ Православні: Аїтал, Амун, Євод, Єрмоген, Ісус, Марія, Марта, Каліста, Симеон.

## Події
- 1804 — німецький астроном Карл Людвіг Гардінг відкрив третій астероїд Юнону
- 1819 — вперше поставлено на сцені Полтавського театру п'єсу Івана Котляревського «Наталка Полтавка».
- 1859 — Керрінгтон і Годжсон незалежно відкрили спалахи на Сонці
- 1866 — відкриття залізничної магістралі на ділянці Одеса — Балта довжиною 257 верст.
- 1898 — відкрився Київський політехнічний інститут. Ідея його створення була висловлена ще у 1880 році, та перші збори установчого комітету відбулися лише у 1896.
- 1919 — у ніч з 31 серпня на 1 вересня внаслідок тактичних прорахунків командування (генерал Кравс) столицю України було здано денікінцям під орудою генерала Бредова.
- 1923 — Великий кантоський землетрус у Східній Японії.
- 1939 — нападом Німеччини на Польщу розпочалася Друга світова війна в Європі.
- 1964 — у Києві відкрито перший в Україні широкоформатний кінотеатр: «Україна».
- 1983 — Збиття рейсу Korean Air 007
- 1996 — в Україні запроваджено національну валюту — гривню.
- 2001 — покарання стратою в українському судочинстві замінено довічним ув'язненням[2].
- 2004 — у школі № 1 Беслана (РФ) було захоплено в заручники щонайменше 1200 дітей та дорослих. За офіційними даними, напад здійснювався 32 чеченцями. В результаті невдалої операції російських спецслужб загинуло майже 300 заручників.
- 2006 — у Криму почав працювати перший у світі справжній кримськотатарський телеканал ATR.
- 2008 — прем'єрний показ українського телевізійного мультсеріалу Легенди України.
- 2014 — Вихід українських сил з Луганського аеропорту під час Війни на сході України.
- 2023 — Православна церква України перейшла на новоюліанський календар, Українська греко-католицька церква — на григоріанський (окрім Пасхалії), а Мукачівська греко-католицька єпархія — на григоріанський (з Пасхалією).

## Народились
Дивись також Категорія:Народились 1 вересня
- 1741 — Жан-Бенуа Шерер (Йоган-Бенедикт), французький та німецький історик, автор першої в Західно-Європейській науці монографії з історії України (Літопис Малоросії або історія козаків-запорожців та козаків України або Малоросії). В Україні ця праця опублікована у 1944 році.
- 1856 — Сергій Виноградський, французький мікробіолог, еколог і ґрунтознавець українського походження.
- 1875 — Едгар Райс Барроуз, американський письменник, автор романів про Тарзана (†1950).
- 1877 — Френсіс Вільям Астон, британський фізик і хімік, лауреат Нобелівської премії з хімії за 1922 рік
- 1899 — Ольга Басараб, українська громадська і політична діячка, організатор 1-ї жіночої чоти Легіону УСС, розвідниця, активістка УВО, зв'язкова полковника Євгена Коновальця.
- 1899 — Джафер Сейдамет Киример, кримськотатарський письменник, громадський діяч, один із лідерів та ідеологів національно-визвольного руху кримських татар.
- 1902 — Дірк Брауер, голландсько-американський астроном
- 1925 — Ігор Юхновський, український вчений, політик
- 1937 — Микола Сядристий, український майстер мініатюр.
- 1946 — Но Му Хьон, президент Республіки Корея в 2003—2008 рр.
- 1997 — Чон Чонгук, південнокорейський співак і танцюрист.

## Померли
Дивись також Категорія:Померли 1 вересня
- 1678 — Ян Брейгель молодший, фламандський живописець, представник бароко; з династії художників Брейгелів, син Яна Брейгеля старшого, онук Пітера Брейгеля Старшого, батько Абрагама Брейгеля.
- 1715 — Людовик XIV (Louis XIV de France), король Франції (1643—1715 рр.) (*1638)
- 1715 — Франсуа Жирардон, французький скульптор.
- 1953 — Жак Тібо, французький скрипаль (*1880).
- 1962 — Флоренс Лі, американська актриса німого кіно.
- 1970 — Франсуа Моріак, французький письменник, лавреат Нобелівської премії в галузі літератури (1952)
- 1971 — Михайло Покотило, український актор, режисер.
- 1982 — Гаскелл Каррі, американський математик і логік